# Museum der Stadt Bad Schwartau

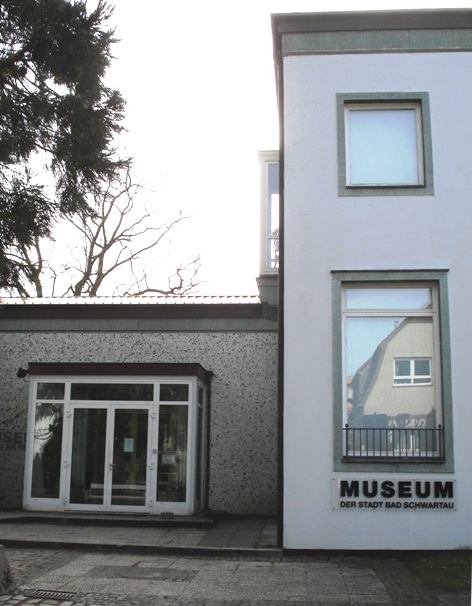
Von 1989 bis 2018 befand sich das Museum der Stadt Bad Schwartau im ehemaligen Kurmittelhaus.

Das Museum der Stadt Bad Schwartau in Bad Schwartau (Kreis Ostholstein in Schleswig-Holstein) ist ein 1989 eröffnetes Stadtmuseum.
Der Bestand umfasst eine umfangreiche Sammlung an kunst- und kulturhistorischen Exponaten zur Geschichte der Stadt Bad Schwartau.

## Schließung und Wiedereröffnung
Das Museum der Stadt Bad Schwartau wurde 1989 im ehemaligen Kurmittelhaus in der Bad Schwartauer Schillerstraße eröffnet. Neben einer Dauerausstellung zur Geschichte der Stadt Bad Schwartau wurden verschiedene Sonderausstellungen gezeigt. Im Frühjahr 2018 wurde das Museum vorübergehend für die Öffentlichkeit geschlossen.
Mit Beschluss der Bad Schwartauer Stadtverordnetenversammlung vom 9. Juli 2025 soll das Museum als Teil eines „Dritten Ortes“ im ehemaligen Amtsgericht am Bad Schwartauer Marktplatz neu konzipiert werden.